# After Burner III
After Burner III (Strike Fighter) est un jeu vidéo de shoot 'em up développé par CRI Middleware et édité par Sega. Le jeu sort à l'origine sur borne d'arcade sous le titre Strike Fighter en 1991. Il est par la suite porté en 1992 sur FM Towns, puis en 1993 sur Mega-CD. Il fait partie de la série After Burner.